# XpanD

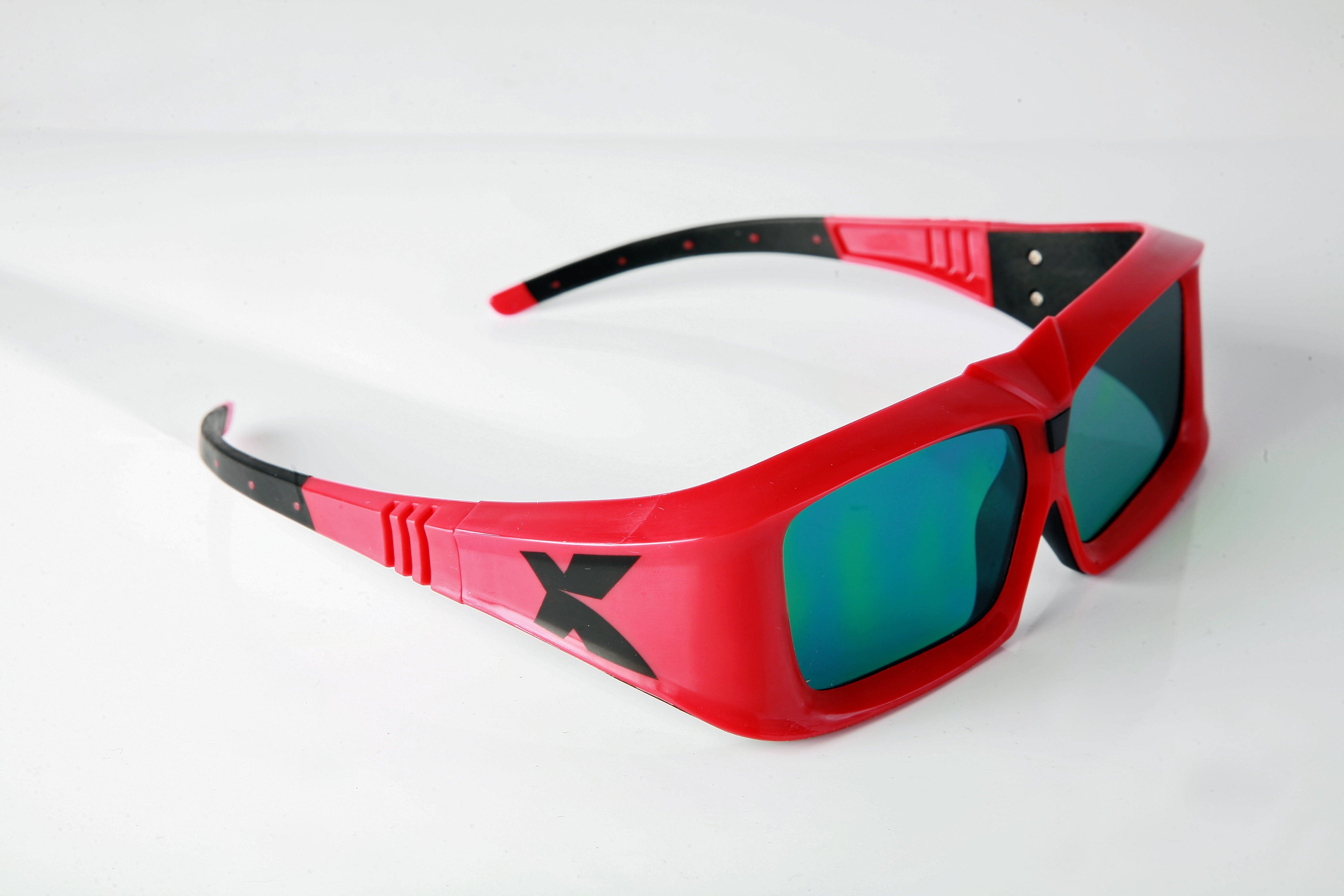
XpanDの液晶シャッター方式3Dメガネ

XpanD 3D（エクスパンド）は、スロベニアのX6D社が開発・販売するデジタル3Dシステムである。導入の際に既存のスクリーンを流用でき、アクティブシャッター方式を採用している。

## 技術
XpanD 3Dは、右目用と左目用の画像を交互に、高速でスクリーンへ表示する方式を採っている。映像鑑賞時には、左右それぞれの目が意図された映像だけを見るように、アクティブシャッター型液晶（LCD)レンズを搭載した電子式眼鏡を着用する必要がある。液晶レンズは投影されている画像に同期して曇ったり、透明になったりする。映像とシャッターの同期を取るための信号を受け取る赤外線受信器が電子式眼鏡に内蔵される。
この技術はもともと米国NuVision社が開発したものであったが、X6D社が2008年に買い取った。
2021年現在では、主に松竹（松竹マルチプレックスシアターズ）や東映（ティ・ジョイ）系の映画館及びシネマコンプレックスに設置されていることが多い。しかし、設備の更新に伴って一部の映画館ではMasterImageまたはRealD、ソニーデジタル3Dといったに円偏光方式の設備を設置して置き換える事例もある。例えば、ユナイテッド・シネマ キャナルシティ13は2011年6月よりXpanDからRealDへ変更された。

## 長所と短所
RealDなどの偏光方式と違い特殊なスクリーンの必要がなく、追加装置は映像と眼鏡のシャッターを同期させるためのトランスミッターだけであるため導入コストが低いというメリットがある。その代わり眼鏡に電子回路を内蔵するため、駆動用バッテリの寿命、洗浄や故障対応を含む保守など、眼鏡の単価が高くなるだけでなく、その維持にも費用がかかるというデメリットが生じる。また、必然的に内蔵部品の分だけ眼鏡が重くなってしまう。
使用後は指紋などで汚れた眼鏡のレンズを拭く必要があり、入場者の多い一部の劇場ではレンズ拭きが劇場スタッフだけでは間に合わず外部の清掃業者に委託している劇場もある。

## シェア
XpanDは導入コストの低さを背景に欧州およびアジアでシェアを急速に伸ばしており、特に日本では他方式の設置ベースを上回っているが、北米ではRealD・ドルビー3Dについで3番手である。X6D社によれば、XpanDシステムを導入した映画館は50か国、2,700劇場を上回っているという。

## 日本における主な導入映画館
☆印は館により、他3D方式（RealD,MasterImage 3D,IMAX3D等）を採用しているところもある
チェーンマスター系映画館
- 丸の内ピカデリー
- 新宿ピカデリー

シネマコンプレックス
- イオンシネマ☆
- TOHOシネマズ☆
- 松竹マルチプレックスシアターズ
- ティ・ジョイ☆
  - 新宿バルト9(2012.06.30現在)
  - T・ジョイPRINCE品川
- シネマサンシャイン☆
  - シネマサンシャインユーカリが丘
  - シネマサンシャイン平和島
  - シネマサンシャインかほく
  - シネマサンシャイン下関
  - ディノスシネマズ苫小牧
- シネマボックス太陽（「デジタル3Dシネマ」名称で導入[6]）